# Сату Ноу (Гура Падиниј)
Сату Ноу (рум. Satu Nou) насеље је у Румунији у округу Олт у општини Гура Падиниј. Oпштина се налази на надморској висини од 48 m.

## Становништво
Према подацима из 2002. године у насељу је живело 490 становника, од којих су сви румунске националности.